# 東山むつき
東山 むつき（とうやま むつき、1975年1月23日 - ）は、日本の少女漫画家。神奈川県横須賀市出身・在住。みずがめ座、血液型はB型。
高屋奈月の元アシスタント。『月刊ミステリーボニータ』（秋田書店）で『炎人』を連載、2001年に単行本第1巻を発行。2012年1月から同誌で続編『炎人 UNDERWORLD』を連載していたが、諸事情により未完で終了した。

## 作風
最初の連載作はフリーハンドでキャラクターを描いていたが、現在は雲形定規を使わないと描けない状態となる。
2017年1月現在、Twitter上にて自身の作品が“集団トレース”の被害を受けているとしてツイートにてその検証を行っている。
2020年7月現在、Twitter上にて自身の警察によるストーカー被害の他、TV番組出演による中傷により自死した木村花の陰謀論を展開している。
2021年5月27日：Twitterの運用につき行き過ぎた行為を謝罪し、Twitterをやめる宣言をした。
同年7月1日：Twitterのアカウント停止の挨拶を行った。
同年7月27日頃：Twitterのアカウント（@mutsuki123）を削除した。
以下3件、本人ツイートより引用

## 作品リスト
- 極上天使（全5巻）
- 極上天使リターンズ（単巻）
- 柴田家の人々。（単巻）
- よい子の時間 - ガールミーツキッズ!（単巻）
- 炎人（全12巻）
- 炎人 UNDERWORLD（既刊7巻） - 未完

### アンソロジー
- 東日本大震災チャリティー漫画本 PARTY! SORA[6]（2011年8月5日発売[7]、メディアパル、ISBN 978-4-89610-202-4） - 計37人の作家による作品。
  - LOVE ME?[8]